# لوکاویتسا (توتین)
لوکاویتسا (به صربی: Lukavica) یک منطقهٔ مسکونی در صربستان است که در توتین، صربستان واقع شده‌است. لوکاویتسا ۲۴۲ نفر جمعیت دارد.